# Classe South Dakota (1920)
A Classe South Dakota foi uma classe de couraçados planejada para a Marinha dos Estados Unidos, composta pelo South Dakota, Indiana, Montana, North Carolina, Iowa e Massachusetts. As construções das embarcações começaram entre março de 1920 e abril de 1921, porém nenhuma chegou a ser finalizada, com todas tendo sido canceladas e desmontadas. Seu projeto era uma continuação dos "couraçados tipo padrão" construídos pelos Estados Unidos anteriormente, porém em uma escala muito maior, e foram encomendados com o objetivo de alcançar as frotas de couraçados sendo construídos na época pela Marinha Real Britânica e pela Marinha Imperial Japonesa.
Os seis couraçados da Classe South Dakota, como originalmente projetados, seriam armados com doze canhões de 406 milímetros montados em quatro torres de artilharia triplas. Teriam um comprimento de fora a fora de 208 metros, boca de 32 metros, calado de dez metros e um deslocamento carregado de mais de 47 mil toneladas Seus sistemas de propulsão seriam compostos por doze caldeiras a óleo combustível que alimentariam quatro conjuntos de geradores turbo-elétricos, que por sua vez girariam quatro hélices até uma velocidade máxima de 23 nós (43 quilômetros por hora). Os navios seriam protegidos por um cinturão principal de blindagem de 203 a 343 milímetros de espessura.
A classe foi autorizada pelo Congresso dos Estados Unidos em 1917, porém as obras foram adiadas para que o projeto pudesse incorporar informações aprendidas com a Batalha da Jutlândia, travada em meados de 1916 na Primeira Guerra Mundial. Mais adiamentos ocorreram quando prioridades de construção foram dadas para outras embarcações consideradas mais necessárias para enfrentar u-boots alemães no Oceano Atlântico. As construções começaram em 1920, porém foram paralisadas em 1922 depois da assinatura do Tratado Naval de Washington. Todos foram desmontados pouco depois e seus canhões e caldeiras transferidos para serem utilizados em outros locais.

## Desenvolvimento
A Marinha dos Estados Unidos não era bem financiada pelo Congresso antes do início da Primeira Guerra Mundial em 1914, com este não tendo seguido a recomendação do Conselho Geral para um programa de construção de dois couraçados por ano. A eleição em 1912 de Woodrow Wilson como presidente e a nomeação de Josephus Daniels como Secretário da Marinha mudou em nada a situação, pois os dois não acreditavam que valia a pena gastos adicionais com a Marinha. O começo da guerra começou a alterar essa atitude e o Conselho Geral pediu no início de 1915 que quatro couraçado fossem construídos no ano fiscal de 1916, porém o Comitê de Assuntos Navais rejeitou essa recomendação por considerar que não era prudente realizar mudanças ao programa já existente antes que o suficiente tivesse sido aprendido de experiências na guerra. Em paralelo a isso surgiu a crença de que uma vitória da Alemanha poderia ser capaz de invadir os Estados Unidos e que a Marinha estava despreparada para enfrentar tal ameaça.
Eventos internacionais como as Vinte e Uma Exigências do Japão para a China no início de 1915, tentativas alemãs de iniciar uma campanha de guerra submarina irrestrita e o naufrágio do RMS Lusitania em maio expuseram publicamente as fraquezas dos Estados Unidos. Isto fez Wilson reconsiderar sua posição, ordenando em julho que Daniels e Lindley Miller Garrison, este o Secretário da Guerra, planejassem uma mobilização. O Conselho Geral argumentou que a Marinha dos Estados Unidos deveria ser igual à Marinha Real Britânica, a maior do mundo na época, não apenas igual para sua adversária mais provável, a Marinha Imperial Alemã, também defendendo a construção de dez couraçados em cinco anos, mais cruzadores de batalha e embarcações menores. O Congresso estava debatendo um projeto de lei quando a Batalha da Jutlândia ocorreu no final de maio de 1916, com a aparente vitória britânica confirmando o valor dos couraçados aos olhos dos políticos. Estes comprimiram o plano do Conselho Geral para três anos, com quatro couraçados em 1917 e três para cada um dos anos seguintes. Os quatro primeiros se tornariam a Classe Colorado e eram apenas melhoramentos modestos em relação à predecessora Classe Tennessee, porém a mudança de atitude em relação à couraçados permitiu que o Conselho Geral propusesse navios muito maiores e poderosos para os restantes. O valor máximo por unidade foi estabelecido em 21 milhões de dólares.

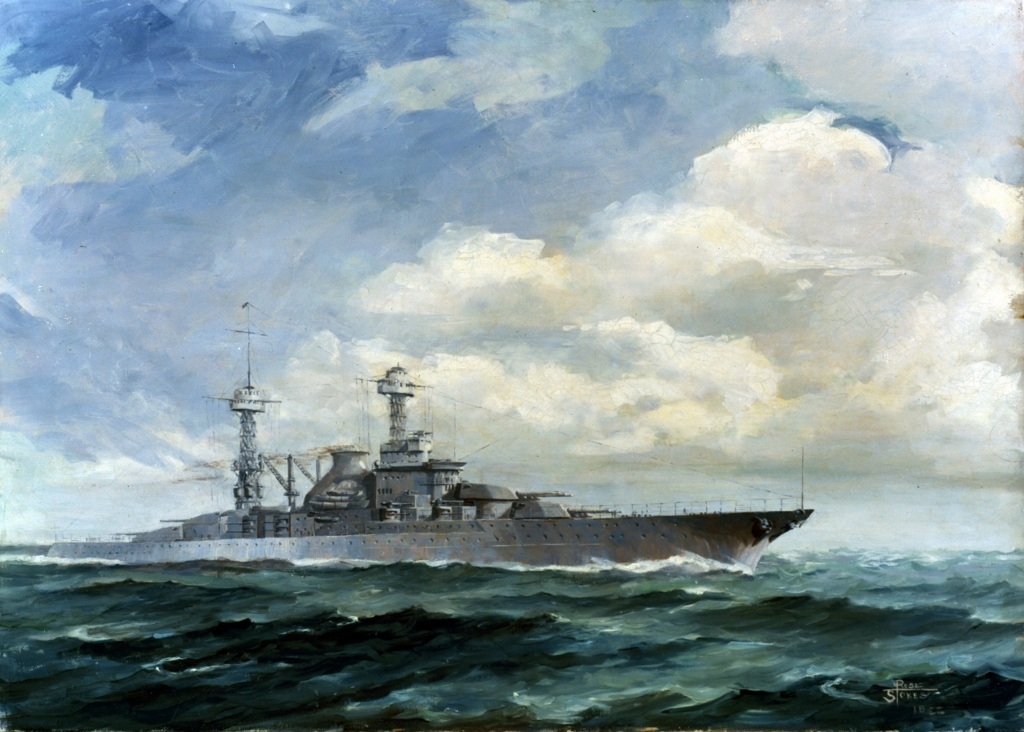
Desenho de Rose Stokes em 1922 de um couraçado da Classe South Dakota

Os requerimentos do Conselho Geral não foram todos detalhados no início do processo de projeto, mas pediam por uma bateria principal de doze canhões de 406 milímetros e velocidade máxima maior do que os 21 nós (39 quilômetros por hora) das classes anteriores com objetivo de fazer frente a couraçados rápidos estrangeiros como a britânica Classe Queen Elizabeth e a japonesa Classe Nagato. Mesmo assim, uma velocidade elevada não era uma prioridade e o conselho aceitou um aumento modesto de apenas dois nós. Um projeto preliminar com os doze canhões em seis torres de artilharia ficou muito maior do que o desejado, porém testes de artilharia a longa-distância nas torres triplas da Classe Pennsylvania fizeram a Seção de Projetos Preliminares do Escritório de Construção e Reparo escolher quatro torres triplas para as novas embarcações. Isto permitiu que o projeto fosse baseado em uma versão ampliada da Classe Colorado, substituindo suas torres duplas pelas triplas. Este aumento no número de canhões foi uma continuação da prática da Marinha desde o início da era dreadnought. O Conselho Geral acabou escolhendo o recém-desenvolvido canhão Marco 2 calibre 50 em vez do antigo modelo Marco 1 calibre 45, pois era mais poderoso a um custo mínimo de peso. Estas alterações deram ao projeto um deslocamento estimado de 43 mil toneladas. Daniels aprovou as características preliminares em 20 de novembro de 1916, porém o Escritório de Armamentos ficou discutindo durante meses o número de arranjo da bateria secundária de canhões calibre 51 de 127 milímetros, finalmente aceitando vinte armas em uma mistura de montagens únicas e duplas, com o Conselho Geral aprovando o projeto em 24 de janeiro de 1917. A entrada dos Estados Unidos na Primeira Guerra Mundial em abril fez com que a construção de navios capitais fosse suspensa em favor de embarcações menores e mais úteis para o esforço de guerra e enfrentar a ameaça de u-boots alemães no Oceano Atlântico, porém isto permitiu que a Marinha modificasse o projeto baseada nas experiências britânicas.
Nessa altura o projeto estava limitado pela necessidade de poder atravessar o Canal do Panamá, uma parte fundamental da estratégia da Marinha dos Estados Unidos, pois economizava semanas de viagem quando navios precisavam passar do Atlântico para o Oceano Pacífico e vice-versa. Enquanto isso, o Conselho Geral tinha decidido sobre várias alterações, as mais significantes sendo a substituição dos canhões de 127 milímetros por canhões de 152 milímetros, um convés blindado mais espesso fora da cidadela e maior elevação para as armas principais. O contra-almirante David W. Taylor, o Construtor Chefe da Marinha e chefe do Escritório de Construção e Reparo, calculou que o peso necessário para implementar essas mudanças excederia o calado de 9,9 metros exigido para uma passagem tranquila pelo Canal do Panamá. Taylor, a fim de diminuir o impacto das mudanças no calado dos navios e incapaz de exceder a boca máxima do canal de 32,3 metros, revisou o projeto deixando-o mais comprido, também aproveitando para melhorar o sistema de defesa contra torpedos. O comprimento passou a ser de 221 metros e o deslocamento de 47 mil toneladas. O Conselho Geral rejeitou esse projeto mais caro e manteve a maioria de suas exigências, com Daniels aprovando as alterações em 29 de janeiro de 1918. Taylor investigou inclinar a blindagem, o que prometia economizar muito peso, mas acabou decidindo não fazer isso. O Conselho Geral alterou em 6 de julho sua especificação de calado para 10,1 metros em deslocamento normal, significando que os couraçados teriam que desembarcar peso para que pudessem atravessar o Canal do Panamá, também abandonando sua exigência de um giroestabilizador, para o qual 610 toneladas tinham sido reservadas. Isto permitiu que Taylor adicionasse uma antepara transversal de ré e blindagem para os tubos ascendentes das caldeiras.
As características do projeto da Classe South Dakota seguiam de forma bem próxima os chamados "couraçados tipo padrão" que consistiam classes anteriores de couraçados norte-americanos, porém em uma escala muito maior. Assim como a Classe Tennessee e a Classe Colorado, eles foram projetados com as mesmas pontes de comando, mastros de treliça e sistema de propulsão turbo-elétrico, também usando o mesmo sistema de proteção subaquático que a última classe. O historiador Norman Friedman descreveu a Classe South Dakota como o desenvolvimento definitivo da série de couraçados que a Marinha dos Estados Unidos iniciou com a Classe Nevada, mesmo com o aumento de tamanho, velocidade e armamento secundário em relação aos couraçados padrão caracterizados desde a Classe Nevada até a Classe Colorado.
A construção dos navios da classe só foi começar após o fim da Primira Guerra Mundial, com o batimento de quilha de cinco embarcações em 1920 e de mais uma em 1921. Entretanto, suas construções foram interrompidas em 8 de fevereiro de 1922, dois dias depois da assinatura do Tratado Naval de Washington, sendo oficialmente cancelados em agosto. Os canhões de 406 milímetros já produzidos que seriam instalados na Classe South Dakota e nos cruzadores de batalha da Classe Lexington foram transferidos para o Exército dos Estados Unidos a fim de serem usados como artilharia costeira. Os canhões secundários de 152 milímetros acabaram instalados nos cruzadores rápidos da Classe Omaha e em vários submarinos grandes construídos na década de 1920. Suas caldeiras foram usadas nas modernizações dos couraçados da Classe Florida, Classe Wyoming e Classe New York em meados da década de 1920, enquanto suas placas de blindagem foram usadas para reforçar a proteção de outros couraçados.

## Projeto

Planta lateral da Classe South Dakota

Os couraçados da Classe South Dakota teriam um comprimento de fora a fora de 208,5 metros, uma boca de 32,3 metros e calado de 10,1 metros em deslocamento normal. Teriam um deslocamento normal de 43,9 mil toneladas, enquanto o deslocamento carregado chegaria a 47,8 mil toneladas. Neste deslocamento, suas alturas metacêntricas seriam de 1,1 metro. Suas tripulações seriam formadas por 137 oficiais, 1 404 marinheiros e 75 fuzileiros navais.

### Propulsão
O sistema de propulsão turbo-elétrico tinha sido usado em todos os navios capitais da Marinha dos Estados Unidos desde os couraçados da Classe New Mexico, com isto sendo mantido também na Classe South Dakota. Uma vantagem que o sistema turbo-elétrico oferecia em relação à propulsão tradicional era a substituição de cabos elétricos flexíveis com encanamentos de vapor robustos que permitiam que os motores fossem instalados mais à ré, o que reduzia a vibração e peso ao diminuir o comprimento dos eixos das hélices. Outra vantagem era a capacidade de usar potência máxima para navegar de ré sem a necessidade de uma turbina separada, simplesmente invertendo a polaridade elétrica dos motores. Outros benefícios incluíam a capacidade de continuar operando quatro hélices caso um dos turbo-geradores falhasse e a possibilidade de operar apenas alguns dos geradores em velocidade baixa mas com uma capacidade maior e maior eficiência. Segundo os historiadores Richard M. Anderson e Arthur D. Baker, "[Propulsão turbo-elétrica] era eficiente, robusta e sempre confiável. Mas também era pesada, complicada e de difícil manutenção e manter ajustada". O maquinário também necessitava de medidas especiais de ventilação com o objetivo de dissipar o calor e evitar contato com ar salgado. Mesmo com medidas elaboradas de isolamento, a proteção da humidade ou de inundações permaneceu problemática, o que deixava a tripulação em risco de alta-voltagem em caso de danos.
Os couraçados da Classe South Dakota seriam equipados com dois turbo-geradores, produzidos pela Westinghouse para o South Dakota, North Carolina, Iowa e Massachusetts, e pela General Electric para o Indiana e Montana. Estes seriam pareados com dois alternadores de corrente alternada de 28 mil volt-ampère e cinco mil volts. Estes alimentariam quatro motores elétricos, cada um girando uma hélice, a 11,2 mil quilowatts (quinze mil cavalos-vapor) de corrente contínua. Doze caldeiras de tubos d'água, cada uma em seu próprio compartimento à externa das salas dos motores, proporcionaria o vapor para os turbo-geradores a uma pressão de 285 libras-força por polegada quadrada (vinte quilogramas-força por centímetro quadrado). Os tubos ascendentes de cada grupo de três caldeiras seriam agrupados e então os quatro tubos ascendentes resultantes seriam entroncados acima do convés superior em uma única chaminé. As embarcações também receberiam oito turbo geradores de quinhentos quilowatts (670 cavalos-vapor) em corrente contínua. O sistema de propulsão teria uma potência indicada de sessenta mil cavalos-vapor (45 mil quilowatts) para uma velocidade máxima projetada de 23 nós (43 quilômetros por hora). Transportariam combustível para que tivessem uma autonomia de oito mil milhas náuticas (quinze mil quilômetros) a dez nós (dezenove quilômetros por hora).

### Armamento

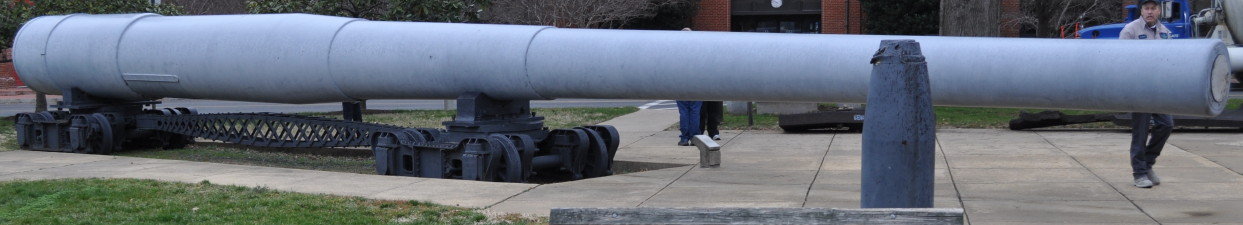
Um canhão Marco 2 de 406 milímetros

A bateria principal da Classe South Dakota consistiria em doze canhões Marco 2 calibre 50 de 406 milímetros montados em quatro torres de artilharia triplas, duas à vante e duas à ré da superestrutura, em ambos os casos com uma torre sobreposta à outra. As armas disparariam os mesmos projéteis de 953 quilogramas que os canhões Marco 1 da Classe Colorado com uma velocidade de saída de 810 metros por segundo. Sua elevação máxima seria de 46 graus, o que daria um alcance máximo de disparo de 41,2 quilômetros. O canhão Marco 2 acabou nunca instalado em navio algum; presumiu-se inicialmente quando o projeto dos couraçados da Classe Iowa começou em 1938 que esta usaria os canhões Marco 2 ainda no estoque, porém, devido a uma falha de comunicação entre os dois departamentos da Marinha envolvidos no projeto, a Classe Iowa necessitou de um canhão mais leve, levando ao projeto do canhão Marco 7 calibre 50.
O armamento secundário teria dezesseis canhões Marco 12 calibre 53 de 152 milímetros em montagens únicas. Doze ficariam em casamatas na superestrutura, enquanto as quatro restantes ficariam nas laterais da superestrutura de vante. Teriam um alcance de dezenove quilômetros a uma elevação de vinte graus, disparando projéteis de 48 quilogramas a uma velocidade de saída de 910 metros por segundo. O armamento antiaéreo teria quatro canhões de duplo propósito calibre 50 de 76 milímetros em montagens únicas à meia-nau. Eles disparariam projéteis de 5,9 quilogramas a uma velocidade de saída de 820 metros por segundo, tendo um alcance máximo de 13,3 quilômetros e uma cadência de tiro de doze a quinze disparos por minuto. Por fim, também haveria dois tubos de torpedo de 533 milímetros submersos, um em cada lateral.

### Blindagem
O cinturão principal de blindagem teria 343 milímetros de espessura, diminuindo para 203 milímetros abaixo da linha d'água. Ele se estenderia desde a barbeta da primeira torre de artilharia até a barbeta da quarta, protegendo os maquinários e depósitos de munição. Anteparas transversais de 203 e 343 milímetros de espessura fechariam a cidadela blindada. O convés blindado principal ficaria acima do cinturão e consistiria em duas camadas de 44 milímetros de espessura, uma feita de aço níquel e outra de aço de tratamento especial. Abaixo ficaria um convés contra estilhaços de 32 milímetros de aço de tratamento especial que tinha a intenção de parar estilhaços de projéteis que detonassem no convés principal. O convés de estilhaços continuaria à vante da primeira antepara até a proa, porém com uma camada de aço de tratamento especial de 127 milímetros e outra com 25 milímetros feita de aço níquel. Os tubos ascendentes das caldeiras teriam uma blindagem de 229 a 343 milímetros de espessura entre o convés principal e o de estilhaços.
As frentes das torres de artilharia da bateria principal teriam 457 milímetros de espessura, suas laterais teriam entre 229 e 254 milímetros e os tetos 127 milímetros. Suas barbetas teriam uma proteção de 343 milímetros acima do convés principal, reduzindo-se para 114 milímetros abaixo. A torre de comando seria protegida por laterais e frente de 457 milímetros e por um teto de 203 milímetros. O sistema de proteção subaquático seria similar ao instalado na Classe Colorado, consistindo em cinco camadas de compartimentos estanques separados por três anteparas antitorpedo de dezenove milímetros de espessura que se estenderia desde o convés de estilhaços até o fundo das embarcações e entre as anteparas transversais. O compartimento mais externo ficaria vazio, seguido por três preenchidos com óleo combustível e o mais interno também vazio.

## Navios
| Navio          | Construtor                     | Homônimo          | Batimento              | Cancelamento         | % Completo | Destino             |
| -------------- | ------------------------------ | ----------------- | ---------------------- | -------------------- | ---------- | ------------------- |
| South Dakota   | Estaleiro Naval de Nova Iorque | Dakota do Sul     | 15 de março de 1920    | 17 de agosto de 1922 | 38,5%      | Desmontados em 1923 |
| Indiana        | Estaleiro Naval de Nova Iorque | Indiana           | 1º de novembro de 1920 | 17 de agosto de 1922 | 34,7%      | Desmontados em 1923 |
| Montana        | Estaleiro Naval da Ilha Mare   | Montana           | 1º de setembro de 1920 | 17 de agosto de 1922 | 27,6%      | Desmontados em 1923 |
| North Carolina | Estaleiro Naval de Norfolk     | Carolina do Norte | 12 de janeiro de 1920  | 17 de agosto de 1922 | 36,7%      | Desmontados em 1923 |
| Iowa           | Newport News Shipbuilding      | Iowa              | 17 de maio de 1920     | 17 de agosto de 1922 | 31,8%      | Desmontados em 1923 |
| Massachusetts  | Bethlehem Shipbuilding         | Massachusetts     | 4 de abril de 1921     | 17 de agosto de 1922 | 11,0%      | Desmontados em 1923 |